# Carlos de Beistegui y de Yturbe
Carlos de Beistegui y de Yturbe (París, 1895 - París, 17 de gener de 1970), també conegut com a Charles o Charlie de Beistegui, va ser un multimilionari, col·leccionista d'art, decorador i un dels personatges més extravagants de l'alta societat europea de mitjan segle xx. El ball que va oferir el 1951 al Palazzo Labia de Venècia segueix sent esmentat com "la festa del segle". Beistegui va ser de vegades citat com a "El Comte de Montecristo".
Cal no confondre'l amb el seu oncle del mateix nom (1863-1953), la notable col·lecció de pintura dels segles xviii i xix del qual va ser donada al Louvre.

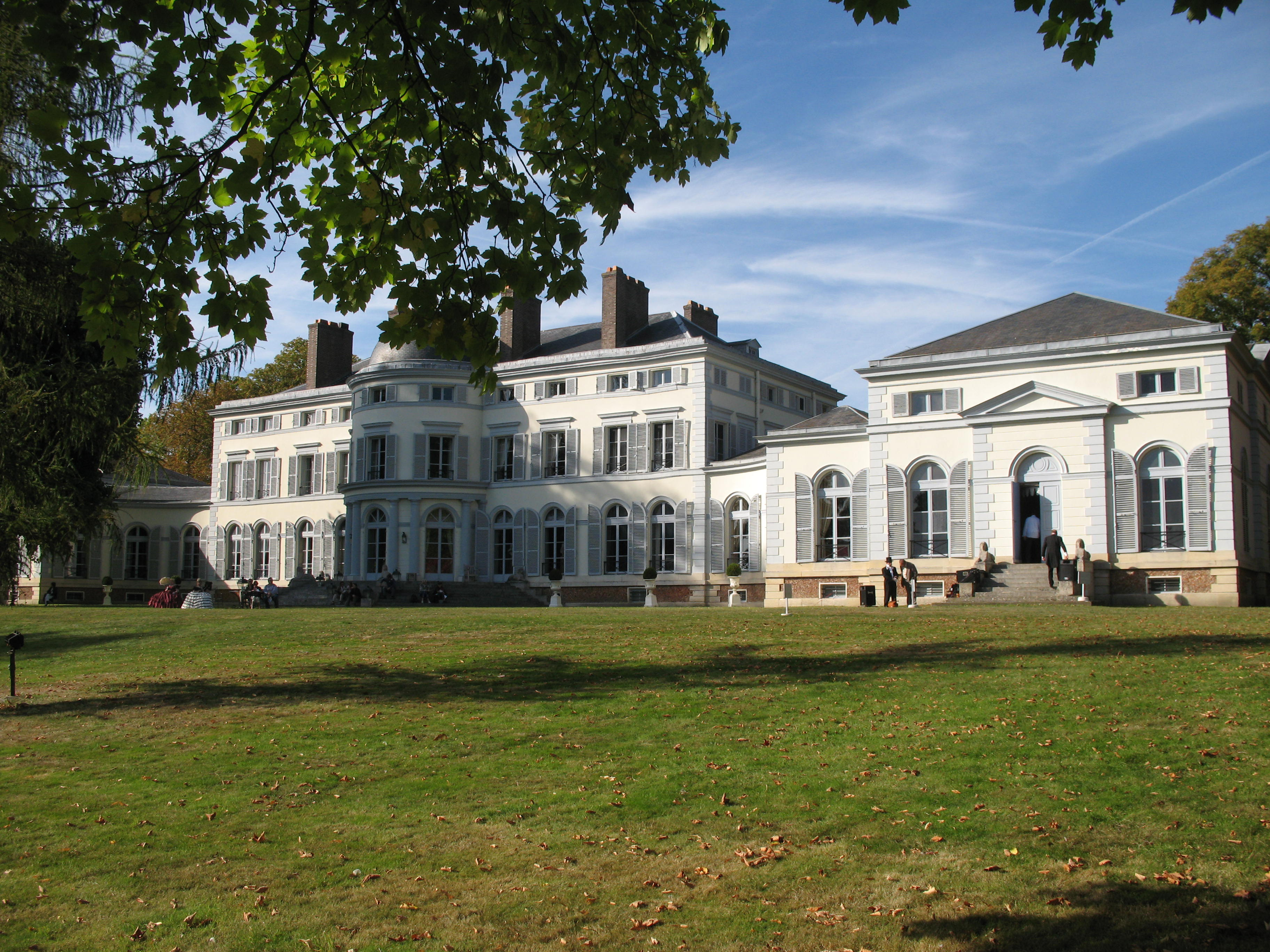
Montfort-l'Amaury: El Château de Groussay

## Biografia
Fill de Juan Antonio de Beistegui y Benítez i de María de los Dolores de Yturbe Atristain, pertanyents a l'alta societat mexicana, dels quals va heretar una gran fortuna; els seus pares tenien arrels basques, i els seus ancestres van immigrar a Mèxic al segle xviii. La família va aconseguir la seva fortuna mitjançant negocis en el sector de la plata, l'agricultura i els béns immobles, però van abandonar Mèxic després de l'execució de l'Emperador Maximilià el 1867.
D'aquesta manera, Beistegui va néixer a França, fill de pares mexicans i viatjava amb un passaport diplomàtic espanyol. Va ser criat a França, Espanya i Anglaterra, i només va visitar Mèxic dues vegades, de manera puntual. La seva família va mantenir càrrecs diplomàtics representant Mèxic al Regne Unit, França, Espanya i Rússia. Va estudiar a Eton, on va escriure un llibre de poemes il·lustrat amb els seus propis dibuixos. Estava a punt d'assistir a la universitat de Cambridge quan va esclatar la Primera Guerra Mundial. Llavors va anar a viure amb els seus pares a la seva mansió en el passeig dels Invàlids a París.
A principis dels anys 1930, es va fer construir un àtic als Camps Elisis, dissenyat per Le Corbusier. Incloïa una tanca controlada elèctricament que s'obria per mostrar unes vistes a l'Arc del Triomf, i una terrassa dissenyada per Salvador Dalí.
El 1939 va adquirir el Château de Groussay, a Montfort-l'Amaury (Yvelines), i va passar els següents trenta anys millorant-ne els interiors i voltants i ampliant la seva estructura afegint-hi ales extres. Aquestes incloïen un teatre amb capacitat per 150 espectadors, inspirat en l'Òpera de Margrave de Bayreuth, un dels teatres més bells existents a Europa. Va contractar Emilio Terry per realitzar el seu disseny d'interior. Hi tenia exposades grans rèpliques de pintures famoses, però de vegades afirmava que eren els originals (per exemple, afirmava que el retrat d'Enric VIII realitzat per Hans Holbein que posseïa la Família Reial Britànica era fals, i que el seu era l'original). Va encarregar a teixidors espanyols la confecció de tapissos a l'estil dels de Goya. Posseïa gerros xinesos gegantins que semblaven autèntics, però en realitat estaven fets de llauna o guix. Però també tenia una enorme quantitat de peces originals, com ara un escriptori de banús i bronze en estil Lluis XVI que va pertànyer al pianista polonès Paderewski. La decoració va ser descrita com el més grandiós interior privat ideat al segle xx. La casa va ser digna d'admiració per a decoradors com ara David Nightingale Hicks i Mark Hampton, que la van citar com la casa més bella del món.

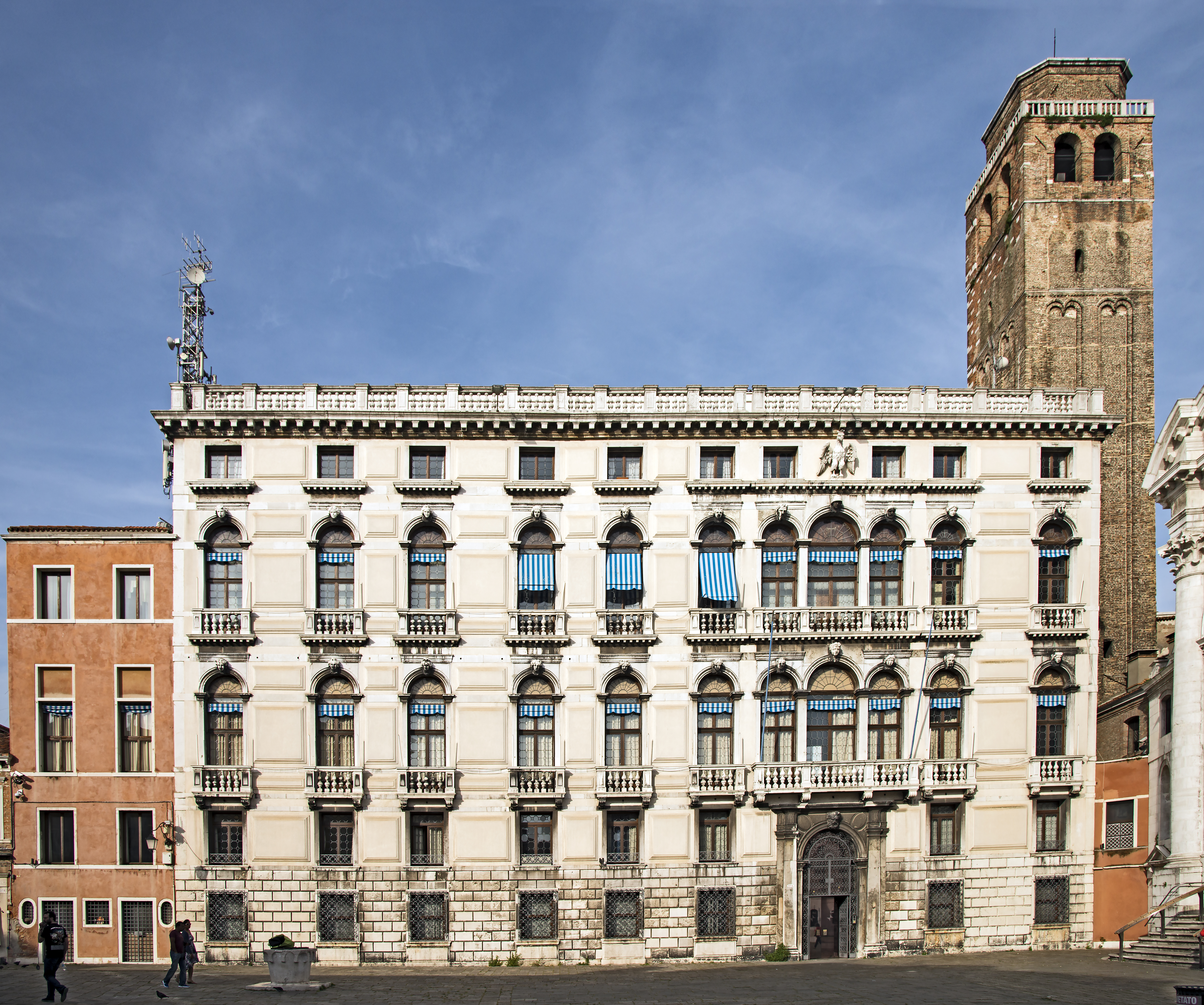
El Palazzo Labia a Campo San Geremia a Venècia

Una de les habitacions va impressionar tant Cecil Beaton que la va usar com a model per a la biblioteca d'Henry Higgins a My Fair Lady. El Château de Groussay va ser escenari d'importants festes durant el segle xx. Els jardins han estat classificats pel govern francès com un dels Jardins Destacats de França.
Va realitzar ocasionalment projectes per a tercers - salons en el Ministeri d'Afers exteriors a Madrid, una sèrie d'habitacions al Waldorf-Astoria Hotel a Nova York, i la biblioteca de l'ambaixador britànic a París (conjuntament amb els dissenyadors Georges Geffroy i Emilio Terry) - però va usar principalment el seu talent artístic per al seu propi plaer. Cecil Beaton va escriure en el seu diari: "Beistegui és completament inflexible. Qualitats com ara a simpatia, compassió o fins i tot gratitud hi són desgraciadament insuficients. S'ha convertit en la persona més abstreta en si mateixa i més buscadora del plaer que he conegut mai."
El 1948, Beistegui va comprar el Palazzo Labia, al costat del Gran Canal a Venècia, i va començar-ne una intensiva restauració. Va comprar mobiliari que havia estat venut anteriorment per alguns ocupants del Palazzo menys afortunats, incloent frescos de Raphael, Annibale Carracci, i Guido Reni. Aquestes obres d'art, reunides al costat d'adquisicions de tapissos i antiguitats, van restituir el Palazzo a la seva antiga esplendor. Tan àvid col·leccionista va ser que el seu gust es va començar a conèixer com "li goût Beistegui" (L'estil Beistegui).

## Le Bal oriental
El 3 de setembre de 1951 Beistegui va organitzar un ball de màscares, al qual va anomenar Le Bal oriental, al Palazzo Labia. Va ser un dels últims esdeveniments realment espectaculars en el famós saló de ball, sens dubte un dels més grans i més esplèndids esdeveniments del segle xx. Les invitacions es van acabar sis mesos abans de la festa. La llista de convidats incloïa gran part de l'alta societat internacional de l'època, actors de Hollywood, artistes consagrats, multimilionaris...:
 
Winston Churchill i el Duc i la Duquessa de Windsor van ser convidats al ball però no hi van assistir. Altres als quals els hauria agradat assistir no van ser convidats. L'amfitrió va vestir vestidures escarlata i una llarga perruca arrissada, i la seva altura (1 m. 67 cm.) va ser incrementada 40,5 cm mitjançant unes plataformes. Les fotografies de Cecil Beaton del ball mostren una quasi surrealista societat, reminiscent de la vida veneciana immediata a la caiguda de la república al final del segle xviii. La "festa del segle" va llançar la carrera de Pierre Cardin, que va dissenyar-ne prop de trenta disfresses. Nina Ricci va ser una altra dissenyadora involucrada.

## Vida posterior
Malgrat aquesta colossal extravagància i l'enorme llista de convidats de l'Alta Societat a la qual podia atreure, Beistegui no era generalment acollidor amb la gent, ni la gent amb ell. Tendia a ser en persona distant i imprecís, i va anar amb freqüència acusat de tractar pèssimament els seus amics i als seus amants. Mai es va casar, i encara que es deia que va tenir una gran quantitat d'amants, la seva sexualitat va ser de vegades tema d'especulació.
Després de sobreviure a una sèrie de vessaments cerebrals, al voltant de 1960 va vendre el Palazzo Labia a la RAI. Beistegui va morir el 1970 al seu castell proper a Monfort l'Amaury als voltants de París, però sense testament. Les seves propietats van passar a mans del seu germà, que no volia el Château de Groussay i l'hi va cedir al seu fill Juan (Johnny) de Beistegui i Landa, casat amb l'aristòcrata francesa Annick de Rohan-Chabot. Quan la col·lecció, que incloïa gran part del contingut del Palazzo Labia, va ser subhastada per Sotheby's (la seva primera subhasta en sòl francès) el 1999, va ser la subhasta major i amb més alts preus aconseguits, recaptant 26,6 milions de dòlars. La subhasta va ser descrita com "un gran esdeveniment en la història i sociologia de les Arts decoratives".
Un documental, Don Carlos de Beistegui va ser realitzat el 1989.